# Муро (Варезе)
Муро је насеље у Италији у округу Варезе, региону Ломбардија.
Према процени из 2011. у насељу је живело 232 становника. Насеље се налази на надморској висини од 288 м.